# Alfredo Cappellini

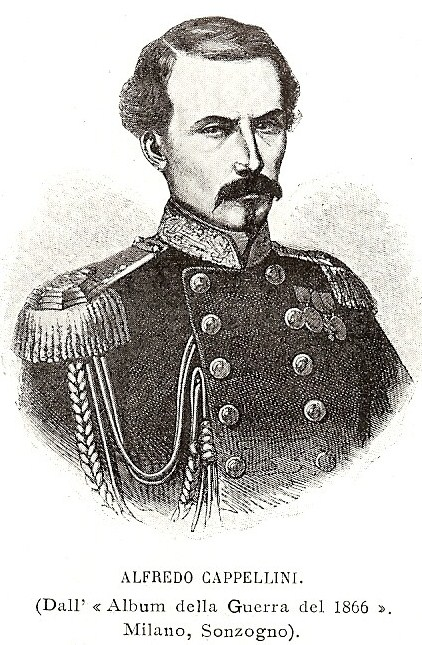
Alfredo Cappellini

Alfredo Cappellini (* 31. Dezember 1828 in Livorno; † 20. Juli 1866 bei Lissa) war ein piemontesischer und italienischer Marineoffizier.

## Leben
Cappellini wurde von 1842 bis 1848 an der Marineschule in Genua ausgebildet, u. a. auch auf dem Schulschiff Aurora. Während des ersten italienischen Unabhängigkeitskrieges war er 1848 in der Adria im Einsatz, während des Krimkrieges auf der Korvette Governolo im Schwarzen Meer, wo er u. a. auch an der Beschießung der Festung von Sewastopol beteiligt war.
Im zweiten italienischen Unabhängigkeitskrieg kommandierte er Kanonenboote und nahm 1861 an der Belagerung von Gaeta teil, wo er sich bei der Beschießung einer französischen Batterie vor dem Monte Orlando auszeichnete.
1866 nahm er als Kommandant des Panzerschiffs Palestro am dritten italienischen Unabhängigkeitskrieg teil. Ab dem 18. Juli 1866 beschoss er mit seinem Schiff die österreichischen Festungsanlagen auf der Insel Lissa. Im Verlauf der Seeschlacht von Lissa, bei der am 20. Juli 1866 auf Grund von eklatanten Führungsfehlern nur eines von drei der bei Lissa kreuzenden italienischen Geschwader in den Kampf eingriff, stand er mit der Palestro, der Re d'Italia und der San Martino isoliert mit sieben österreichischen Linienschiffen im Gefecht. Auf Cappellinis Schiff brach ein schweres Feuer aus, das von der Besatzung trotz mehrstündiger Bemühungen nicht mehr unter Kontrolle gebracht werden konnte und schließlich zur Explosion der Munitionskammer führte. Cappellini und seine Besatzung, die bis zuletzt kämpfte, gingen mit der Palestro unter.
Die italienische Marine benannte später ein U-Boot nach Cappellini, das im Zweiten Weltkrieg u. a. im Atlantik operierte.
| Personendaten    | Personendaten                                    |
| ---------------- | ------------------------------------------------ |
| NAME             | Cappellini, Alfredo                              |
| KURZBESCHREIBUNG | piemontesischer und italienischer Marineoffizier |
| GEBURTSDATUM     | 31. Dezember 1828                                |
| GEBURTSORT       | Livorno                                          |
| STERBEDATUM      | 20. Juli 1866                                    |
| STERBEORT        | Lissa                                            |